# Яковлевское (деревня, Москва)
Яковлевское — деревня в Троицком административном округе города Москвы, входит в состав района Бекасово.

## Население
| 1852 | 1859 | 1899 | 1926 | 2002  | 2006  | 2010  |
| ---- | ---- | ---- | ---- | ----- | ----- | ----- |
| 77   | ↗89  | ↗100 | ↗107 | ↗4366 | ↘4330 | ↘4138 |

## География
Деревня Яковлевское расположена в северо-западной части Троицкого административного округа, примерно в 23 км к западу от центра города Троицка, на левом берегу реки Пахры.
Рядом с деревней проходит Киевское шоссе М3, в 14 км к северу — Минское шоссе М1, в 20 км к юго-востоку — Калужское шоссе А130, в 6 км к северо-востоку — Московское малое кольцо А107, в 2 км к северо-западу — линия Киевского направления Московской железной дороги.
В деревне 7 улиц, 2 переулка и 1 площадь, приписаны садоводческое товарищество и гаражно-строительный кооператив. Ближайшие населённые пункты — деревня Кузнецово и посёлок Рассудово, ближайшая железнодорожная станция — Рассудово.

## История
В середине XIX века сельцо Яковлевское относилось ко 2-му стану Верейского уезда Московской губернии и принадлежало генерал-лейтенанту Клименкову М. Н., в сельце было 12 дворов, крестьян 33 души мужского пола и 44 души женского.
В «Списке населённых мест» 1862 года — владельческое сельцо по правую сторону Новокалужского тракта (от села Нара в Москву), в 48 верстах от уездного города и 15 верстах от становой квартиры, при реке Пахре, с 11 дворами и 89 жителями (39 мужчин, 50 женщин).
По данным на 1899 год — деревня Рудневской волости Верейского уезда с 100 жителями.
В 1913 году — 18 дворов.
По материалам Всесоюзной переписи населения 1926 года — деревня Кузнецовского сельсовета Петровской волости Звенигородского уезда Московской губернии в 8,5 км от Петровского шоссе и 2,1 км от разъезда № 13 Киево-Воронежской железной дороги, проживало 107 жителей (47 мужчин, 60 женщин), насчитывалось 25 хозяйств, из которых 22 крестьянских.
1929—1963, 1965—2012 гг. — населённый пункт в составе Наро-Фоминского района Московской области.
1963—1965 гг. — в составе Звенигородского укрупнённого сельского района Московской области.
До реализации проекта расширения Москвы (до 1 июля 2012 года) деревня была административным центром сельского поселения Новофёдоровское Наро-Фоминского района Московской области, а до этого входила в Новофёдоровский сельский округ.

## Инфраструктура
В Яковлевском имеются поликлиника, школа, детский сад, дворец культуры, ресторан, автосервис, шиномонтаж и мойка, рынок и несколько магазинов. Рядом находится парк «Сосны» с прудами, велодорожками, детскими и спортивными площадками.